# 崔瑜
崔瑜（1960年11月—），北京人，汉族，中国共产党党员。中华人民共和国政治人物、第十三届全国人民代表大会广西壮族自治区代表。曾任城银清算服务有限责任公司党委书记、董事长。

## 生平
1982年7月参加工作后长期于中国人民银行任职。2013年12月，任中国人民银行南宁中心支行党委书记、行长兼国家外汇管理局广西壮族自治区分局局长。
2018年2月24日，当选为第十三届全国人大代表。
2019年2月，任城银清算服务有限责任公司总经理。同年12月，任城银清算服务有限责任公司董事长。2020年8月，任城银清算服务有限责任公司党委书记、董事长。同年12月，改任中国人民银行参事。
2021年9月，因涉嫌严重违纪违法，接受纪律审查和监察调查。
2022年1月15日，广西壮族自治区第十三届人大常委会第二十七次会议决定罢免其第十三届全国人民代表大会代表职务。
2022年10月8日，遭到开除党籍、开除公职处分。